# Diözese Swansea und Brecon

Wappen der Diözese Swansea und Brecon

Das Bistum Swansea und Brecon (englisch Diocese of Swansea and Brecon, walisisch Esgobaeth Abertawe ac Aberhonddu) ist eine Diözese der anglikanischen Church in Wales mit Sitz in Brecon.

## Geschichte

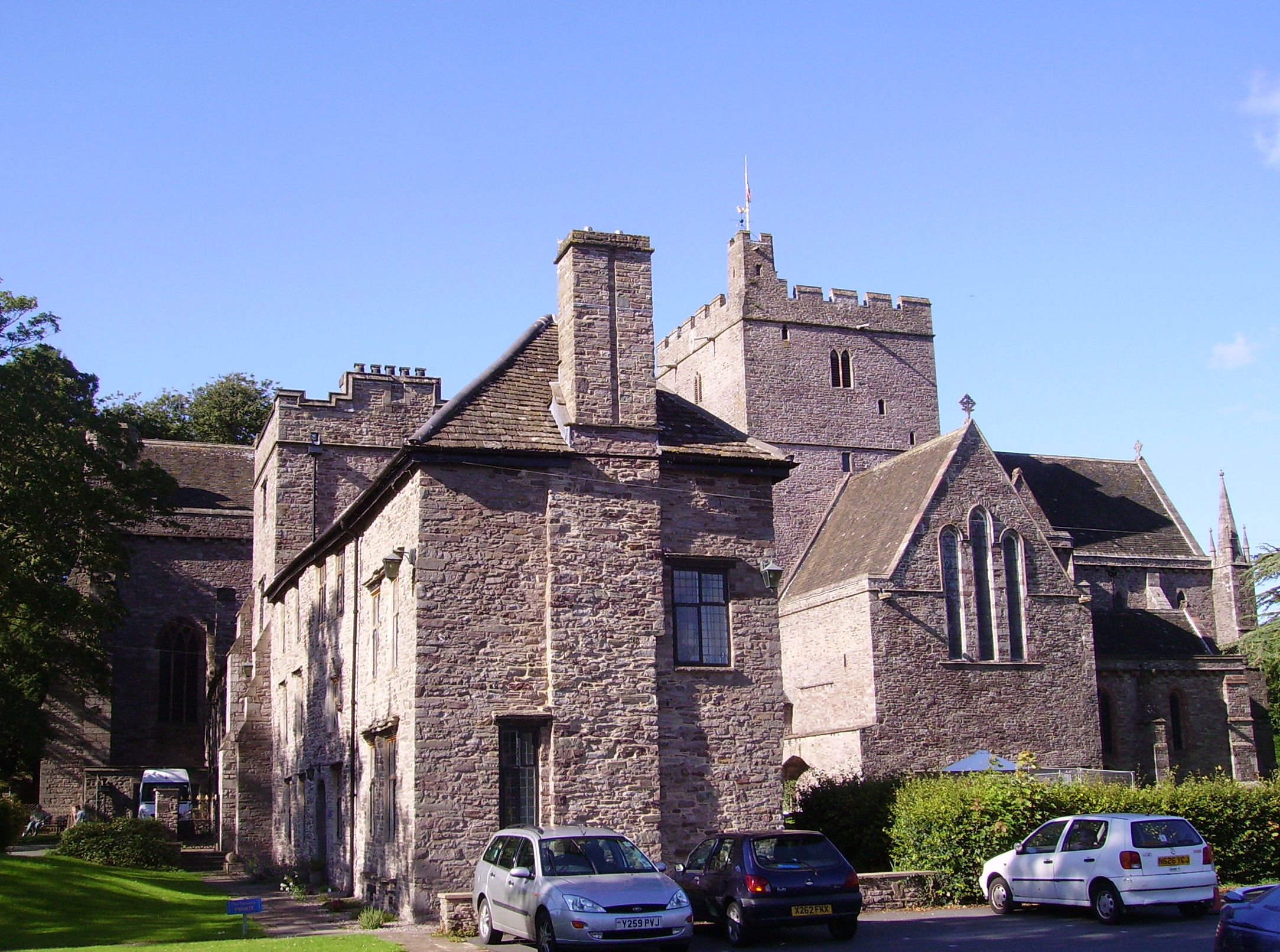
Cathedral of St John the Evangelist, Brecon

Die Diözese Swansea und Brecon wurde 1923 als Diözese der  Church in Wales mit der Brecon Priory als Kathedrale gegründet. Das Gebiet der Diözese war früher das Archidiakonat von Brecon innerhalb der Diözese St Davids.

## Bistumsleitung
Amtierender Bischof (Stand 6/2023) ist seit 2021 John Lomas.